# Rejectaria prunescens
Rejectaria prunescens là một loài bướm đêm trong họ Noctuidae.